# Bad Vilbelpark
Bad Vilbelpark is een stadspark van 10 hectare in de wijk Huizermaat van de Nederlandse plaats Huizen. Het park slingert evenwijdig met de Delta en wordt in het oosten begrensd door de Monnickskamp en in het westen door de scholen bij het Holleblok.
De aanleg van het park vond plaats in de jaren zeventig van de twintigste eeuw, naar ontwerp van de gemeentelijke dienst Stadsontwikkeling. Het park was onderdeel van de naoorlogse uitbreidingswijk Huizermaat. Het park is genoemd naar de Duitse zustergemeente Bad Vilbel. De stedenband werd in 1999 beëindigd. In de lagere delen van het park ontstond sinds de aanleg in de jaren zeventig een broekbos. De snelgroeiende boomsoorten als elzen, wilgen en populieren raakten rond 2020 aan het eind van hun levensduur. Er braken takken af en bomen vielen om. De moerassige bodem bemoeilijkte bovendien het onderhoud.

## Renovatie
Doordat de participatie door de wijkbewoners werd bemoeilijkt door het coronavirus werd door de gemeente een Parkkrant uitgegeven. Het verwaarloosde park werd in 2021 heringericht om wateroverlast te bestrijden en de biodiversiteit te vergroten. Er werden extra watergangen gegraven, de oevers werden natuurvriendelijk gemaakt en er kwam een waterspeelplaats. Zo fungeert het park als groene long en stedelijke ‘airco’, met hogere waterretentie en betere leefomstandigheden voor waterplanten, vis, insecten en vogels. D Het plan leidde tot vergroting van het wateroppervlak en nat bloemrijk grasland. De oevers werden ecologisch ingericht en de drainage werd verbeterd. Ook kwam er een sport- en ontmoetingsplek en werden de nieuwe wandelapaden gescheiden van de bestaande fietspaden. 

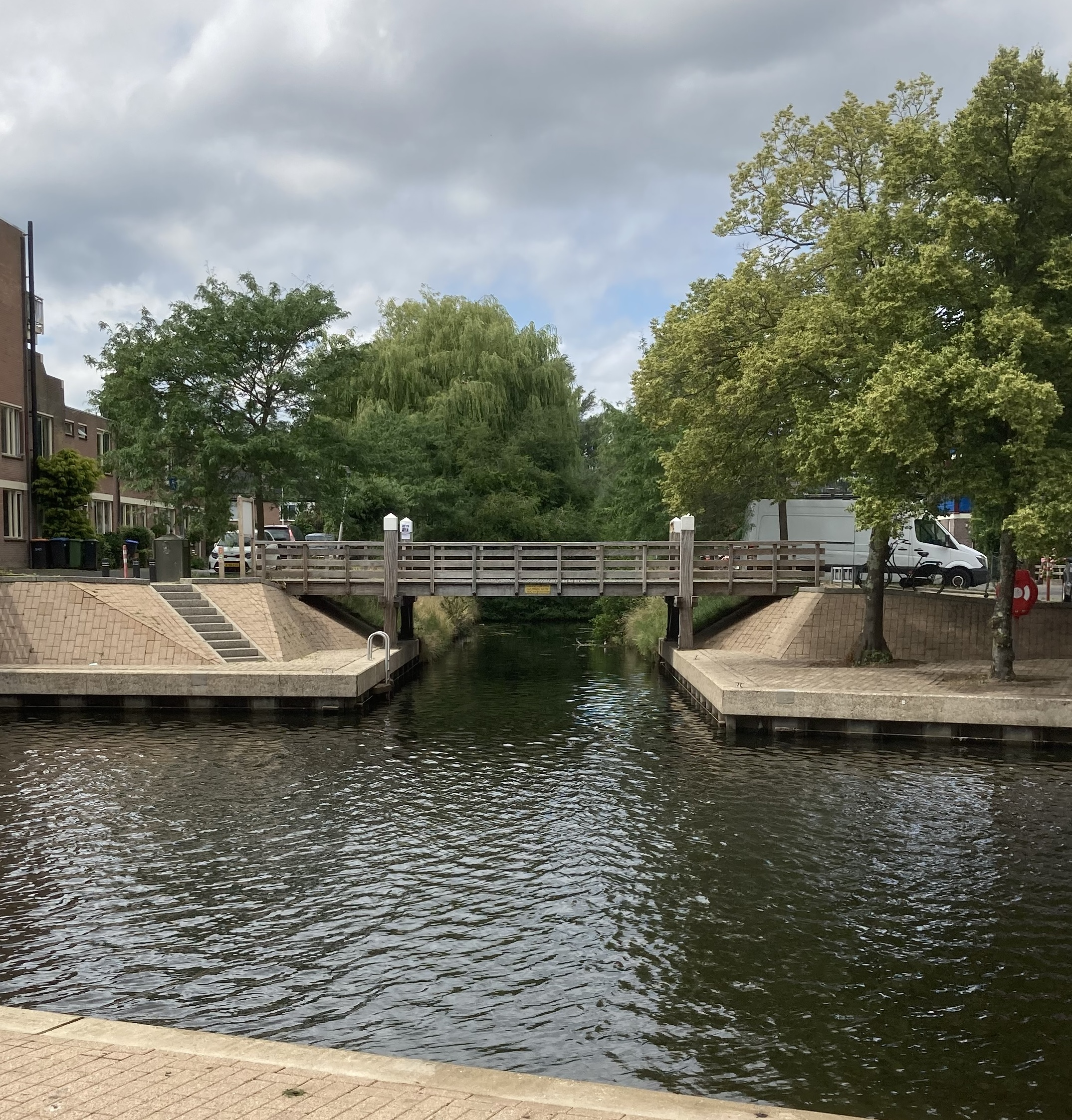
Vanaf de Oostkade
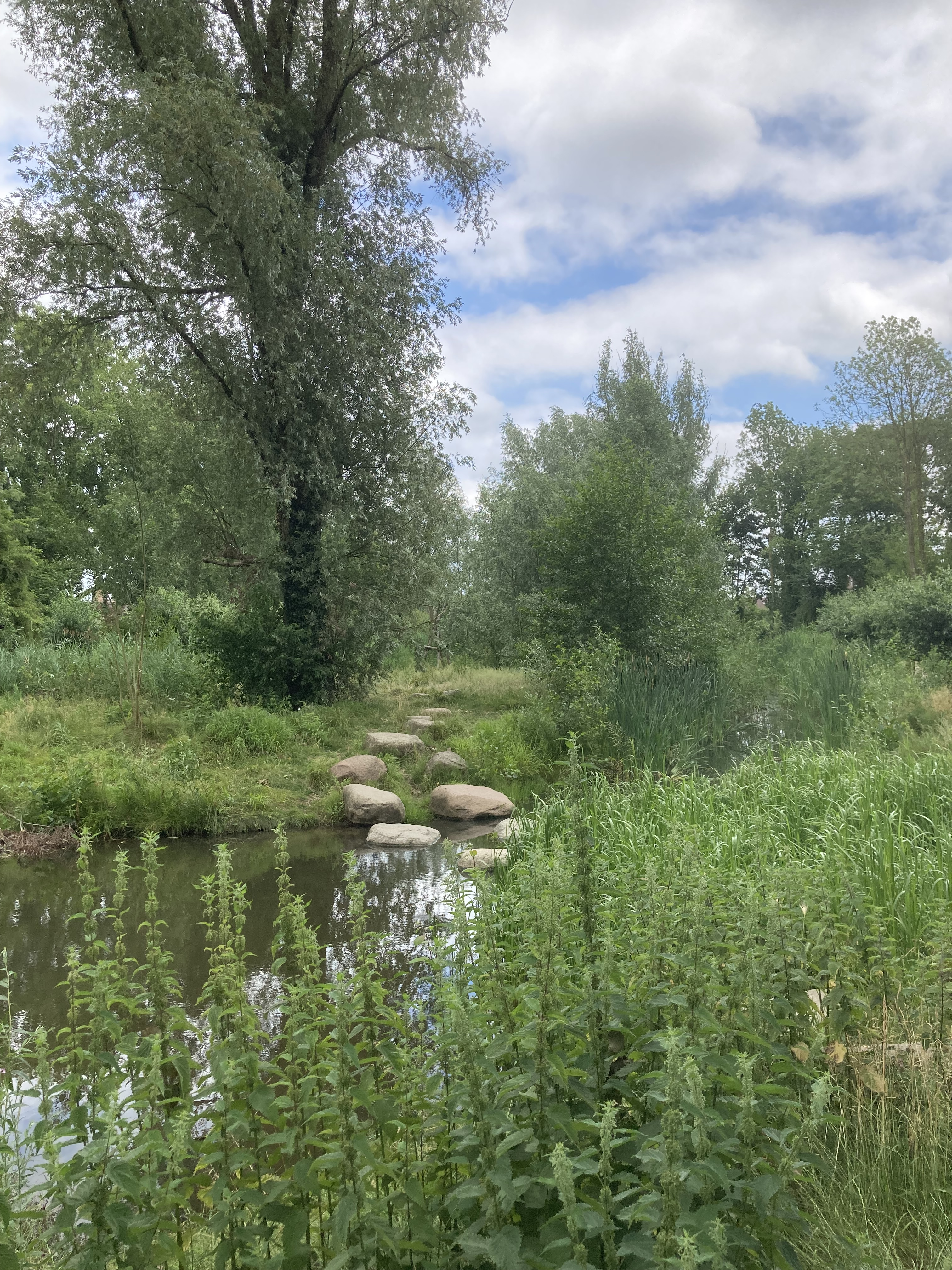
Zwerfkeien
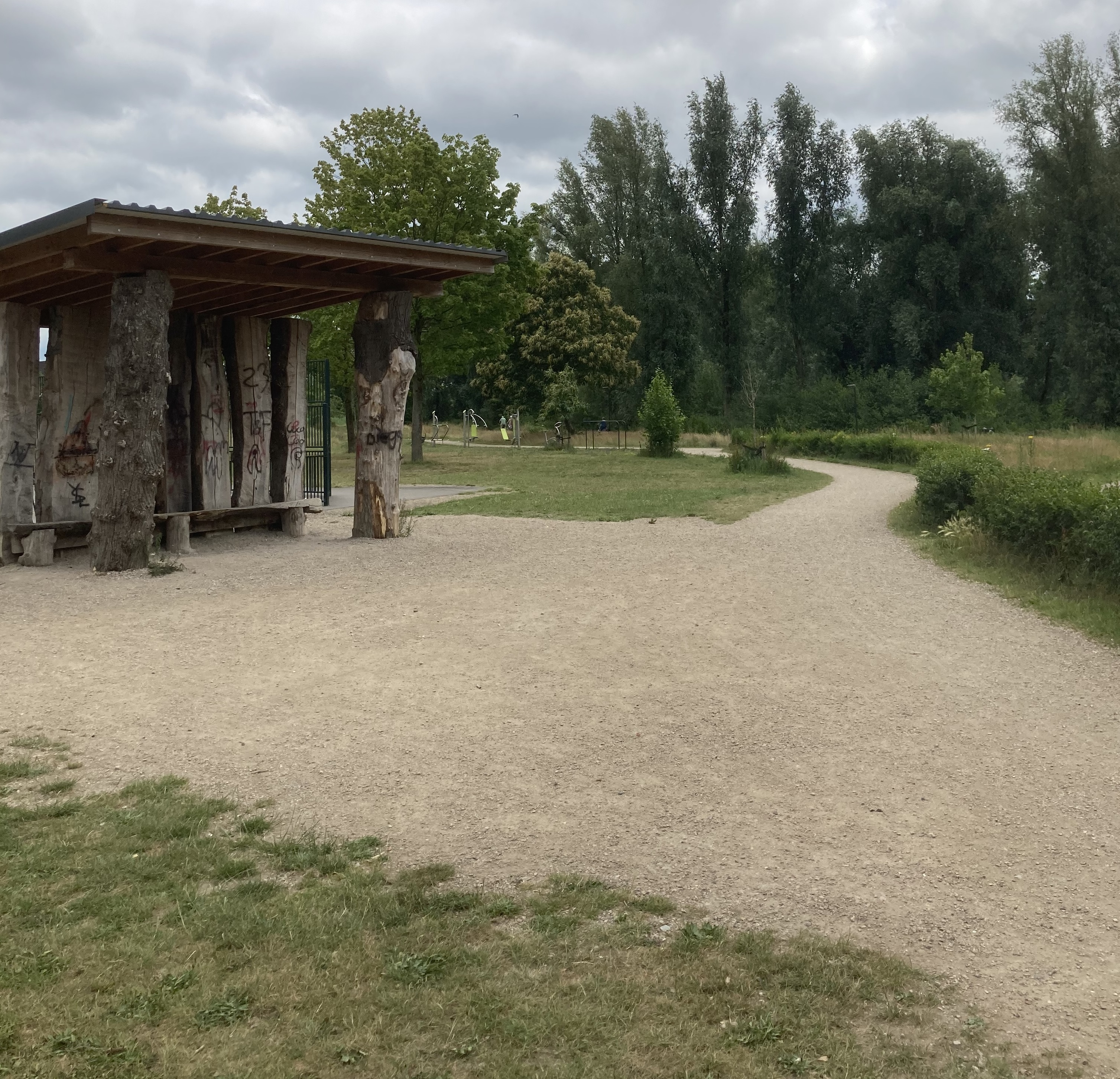
Jongerenplek
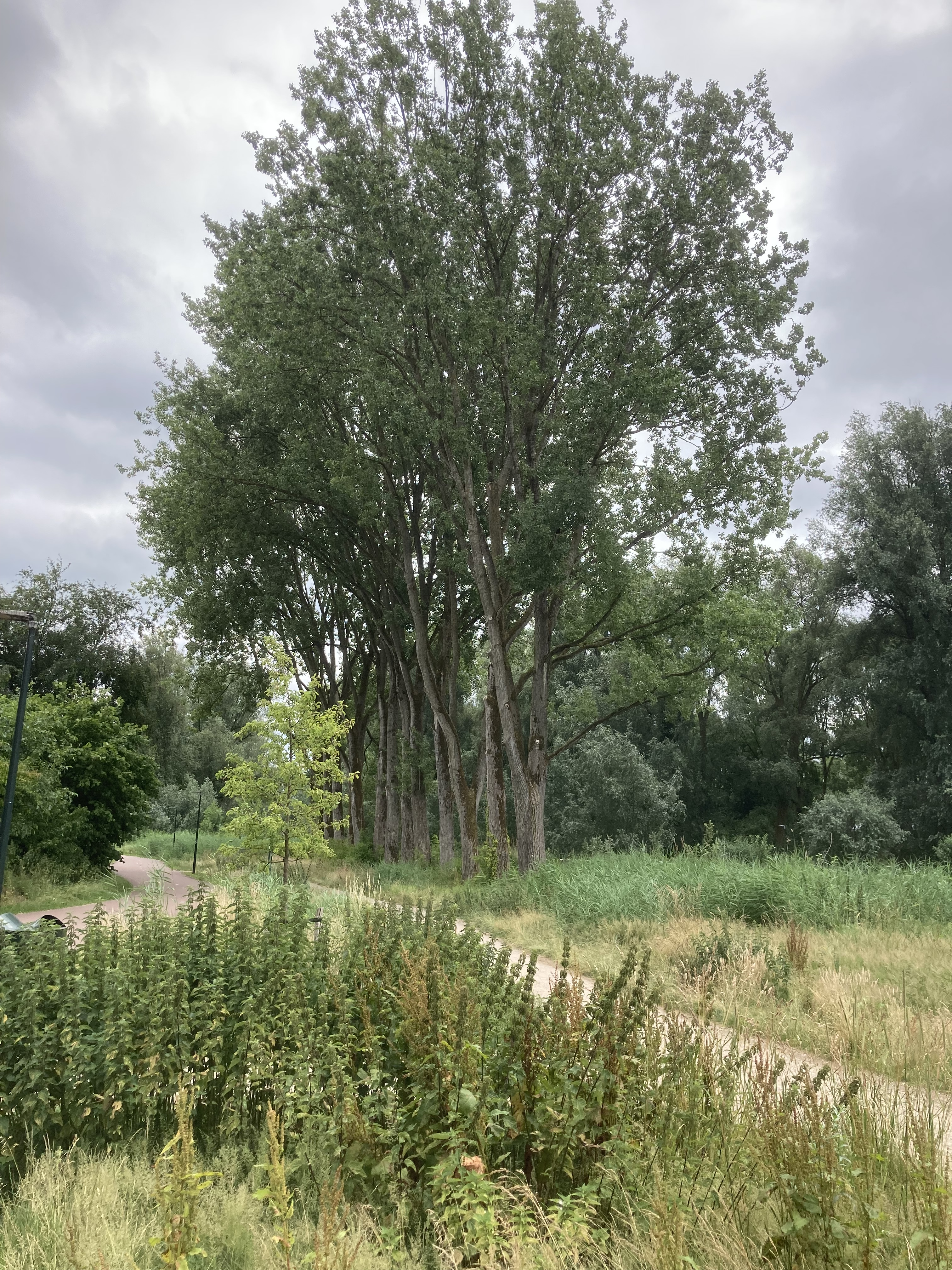
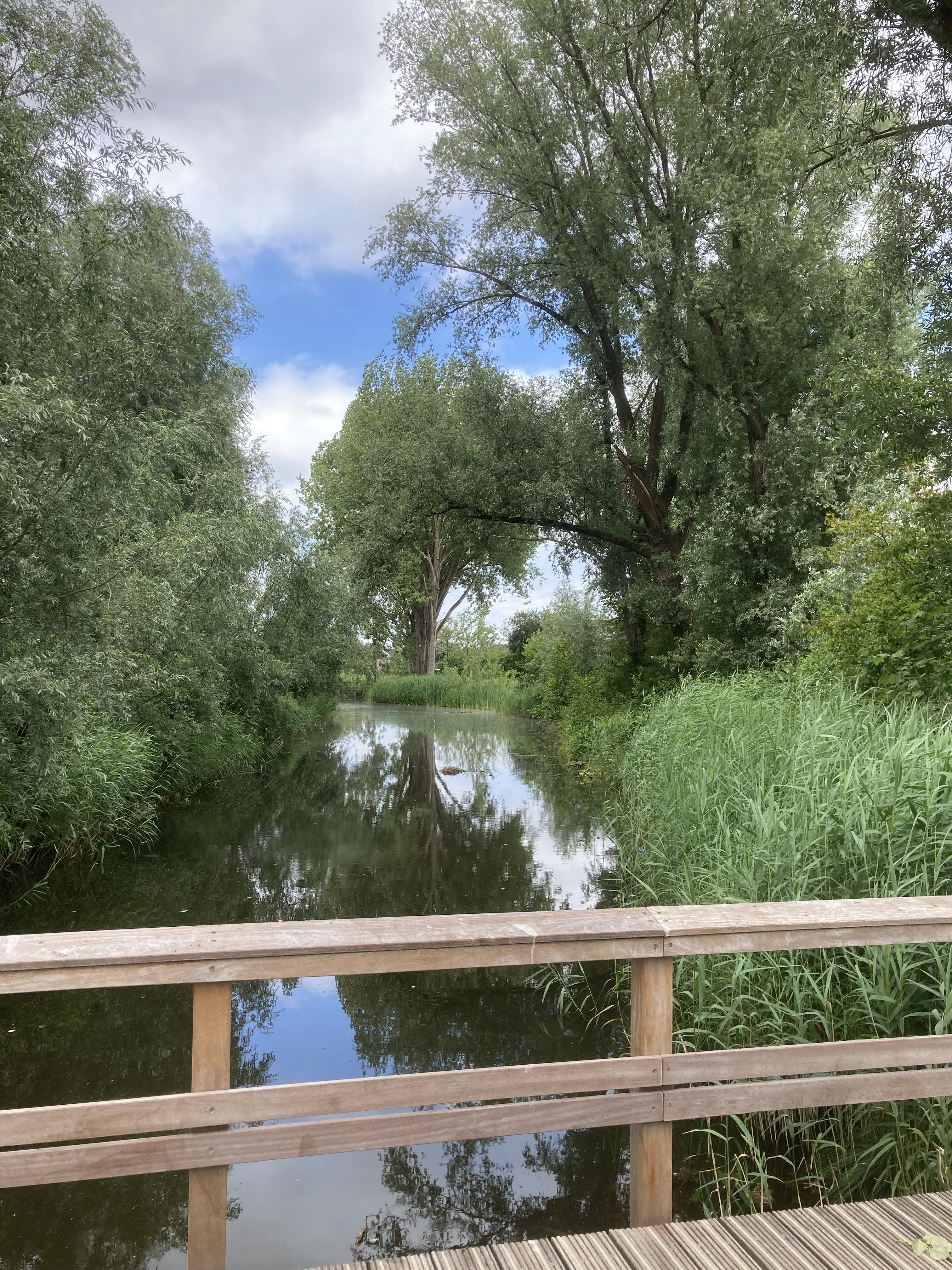
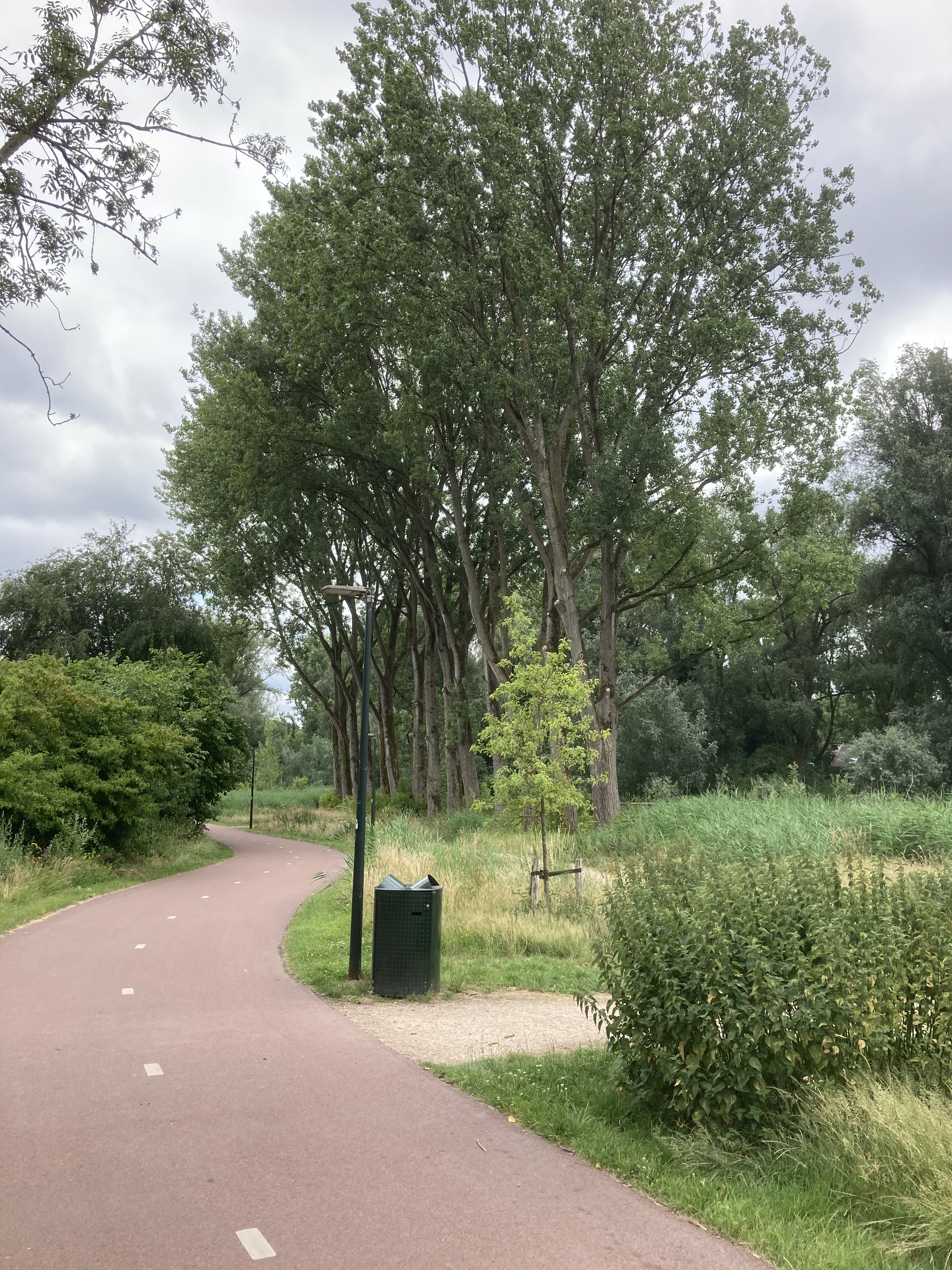